# Madame Xanadu
Madame Xanadu é uma personagem da DC Comics. Sua primeira aparição nas histórias em quadrinhos ocorreu em 1978, em Doorway to Nightmare #1, escrita por David Michelinie e ilustrada por Val Mayerik, onde fora apresentada como a reencarnação da "Dama do Lago" da lenda arturiana. Irmã de Morgana Le Fay, "Nimue", como também é conhecida, era uma personagem pouco conhecida da editora até 2008, quando foi lançada uma revista dedicada à personagem, escrita por Matt Wagner e ilustrada por Amy Reeder. Com 29 edições, a série foi bem-recebida por crítica e público, tornando-a uma personagem bastante popular.